# Bretonische Sprache
Die bretonische Sprache oder das Bretonische (bretonisch Brezhoneg) ist eine keltische Sprache. Es gehört wie das Walisische, das Kornische und das ausgestorbene Kumbrisch zur Untergruppe der britannischen Sprachen. Bretonisch wird in der Bretagne von den britophonen Bretonen gesprochen und ist damit die einzige moderne keltische Sprache, die auf dem europäischen Festland beheimatet ist. Sie geht nicht auf die antike keltische Sprache Galliens zurück. Ihr Verbreitungsgebiet ist die Bretagne bretonnante, die heute noch aus den westlichen Gebieten der Bretagne besteht, d. h. aus dem Département Finistère (Penn ar Bed) und dem westlichen Teil der Départements Côtes-d’Armor (Aodoù-an-Arvor) und Morbihan (Mor-bihan). Der östlich gelegene Teil der Bretagne ist das Pays gallo, in dessen westlichen Teilen früher ebenfalls Bretonisch gesprochen wurde, während das Bretonische in den Osten der Bretagne (etwa in die Gegend um Nantes, eine der historischen Hauptstädte der Bretagne) nie vordringen konnte.

## Geschichte
Beim Bretonischen handelt es sich nicht etwa um einen Nachfolger der Sprache der ursprünglich in der Gegend ansässigen keltischen Gallier, sondern um die Sprache britischer Flüchtlinge und Einwanderer aus Großbritannien, die vor der angelsächsischen Eroberung der britischen Inseln wichen. Das Bretonische ist eng mit den britannischen Sprachen Kornisch (Cornwall) und Walisisch (Wales) verwandt. Vor allem mit dem Kornischen, mit dem es zur Gruppe der südwestbritannischen Sprachen zusammengefasst wird, teilt es viele Gemeinsamkeiten.
Das wichtigste Kennzeichen des Südwestbritannischen gegenüber dem Westbritannischen (= Walisischen) ist der Lautwandel von urbritischem langem /ɔː/ (aus urkeltischem /aː/ entstanden) zu /œː/:
- urkeltisch (und so auch gallisch) māros ‚groß‘ > späturbritisch */mɔːro/ > altbretonisch mor (bretonisch meur /mœːʀ/), mittelkornisch mur (kornisch meur /mœːr/): altwalisisch maur (walisisch mawr /maur/).

Gegenseitiges Verständnis ist jedoch nicht ohne weiteres möglich. In den zentralen und östlichen Departements des Verbreitungsgebietes wurde das Bretonische in den vergangenen Jahrhunderten immer weiter zurückgedrängt, zum Teil zugunsten der Oïl-Sprache Gallo und vor allem des Französischen.
Die Sprachentwicklung des Bretonischen erfolgte in drei Stufen:
- Altbretonisch, vor dem Jahr 1000,
- Mittelbretonisch, bis ins 17. Jahrhundert
- Neubretonisch
- Als eine vierte Sprachstufe könnte das Neobretonische gesehen werden, da es die traditionellen neubretonischen Dialekte vermutlich überleben wird (siehe unten).

### Altbretonisch
Das Altbretonische ist kaum belegt, da die meisten schriftlichen Quellen normannischen Überfällen auf bretonische Klöster (vor allem im 9. Jahrhundert) zum Opfer gefallen sein dürften. Kennzeichnend für die Phonologie des Altbretonischen ist unter anderem die Betonung, die anders als im Mittel- und Neubretonischen (mit Ausnahme des Dialekts von Vannes) auf der letzten Silbe lag.
Die wenigen Zeugnisse des Altbretonischen (6. bis 11. Jahrhundert) sind Ortsnamen und kurze altbretonische Glossen (erklärende Randbemerkungen) in lateinischen Texten. Außerdem gibt es einige Kopialbücher und Kapitularien, also Sammlungen von Urkundenabschriften, darunter von den Klöstern Redon und Landévennec.

### Mittelbretonisch
Aus der mittelbretonischen Epoche ist eine Reihe von Texten überliefert, vor allem geistliche Gedichte, Mysterienspiele und religiöse Erbauungsliteratur. In der mittelbretonischen Lyrik lassen sich noch Spuren einer sehr komplizierten britischen Dichtkunst feststellen, die sich im Walisischen (als cynghanedd) bis heute erhalten hat und die sich durch eine Verflechtung von Binnen-, End- und Stabreimen und durch Wiederholungen der Konsonantenstruktur auszeichnet. Im Bretonischen wird diese Versform als kenganez bezeichnet.
Aus der Zeit des Mittelbretonischen, also vom 11. bis zum 17. Jahrhundert, stammt auch das älteste Wörterbuch des Bretonischen, das dreibändige Bretonisch-Französisch-Lateinisch-Lexikon Catholicon, gedruckt 1499.
Das älteste Zeugnis bretonischer Literatur ist aus dem 14. Jahrhundert, nämlich fünf Zeilen eines Liebesgedichtes, das der bretonische Schreiber, Ivonet Omnes, am Rand eines lateinischen Textes hinterlassen hat:
An guen heguen am louenas/
 An hegarat an lacat glas
„Das blonde Mädchen mit der freundlichen Miene machte mich froh,
 das liebliche mit den blauen Augen.“
Mar ham guorant va karantit,
 Da vout in nos o he kostit.
Vam garet, nep pret.
Das einzige weitere bis heute erhaltene Zeugnis mittelbretonischer weltlicher Literatur ist ein knapp 250-zeiliger Versdialog zwischen König Arthur und dem Weisen Guinglaff: An dialog etre Arzur Roe d’an Bretounet ha Guynglaff.

### Neubretonisch
Das Neubretonische ist durch einen starken Zerfall in Dialekte und den Verfall der schriftsprachlichen Tradition gekennzeichnet. Es dauerte bis ins 20. Jahrhundert, bis sich wieder eine Standardvarietät herausbilden konnte. Von den 1930er Jahren an bemühte sich Roparz Hemon mit seiner Zeitschrift Gwalarn um eine erneuerte, einheitliche Orthographie und die kulturelle Emanzipation gegenüber Frankreich. Er wurde in seinen Bemühungen im Zweiten Weltkrieg von der deutschen Besatzungsmacht unterstützt und emigrierte nach dem Krieg.

### Neobretonisch
Das Neobretonische (pejorativ auch Roazhoneg, siehe unten) ist ein akademisch geprägter Standard, der von Philologen und Sprachliebhabern im zwanzigsten Jahrhundert geschaffen wurde. Es sollte die sich stark unterscheidenden Dialekte zusammenfassen und französische Lehnwörter tilgen. Da jedoch viele der beteiligten Linguisten keine Muttersprachler des Bretonischen waren (und sind), ist das Neobretonische eine Variante geworden, die phonetisch (und teilweise syntaktisch) dem Französischen näher steht als die Dialekte. Besonders die Betonung der Wörter (auf der vorletzten Silbe) und die in der bretonischen Phonologie wichtigen Sandhi werden oft nicht realisiert, da der französische Akzent der Sprecher durchschlägt. Lexikalisch ist das Neobretonische bewusst rekeltisiert. Zum Beispiel heißt „Telefon“ in den meisten Dialekten telefon, im Neobretonischen heißt es pellgomz, das in den Ohren mancher Dialektsprecher ungewohnt klingt. Ein anderes Beispiel ist mersi bras „vielen Dank“, das im Neobretonischen – nach mittelbretonischem Vorbild – durch trugarez vras ersetzt wurde.
Für die Verbreitung des Neobretonischen spielen Tonaufnahmen z. B. von Alan Stivell und Youenn Gwernig (1925–2006) eine wichtige Rolle. In der zweiten Hälfte des 20. Jahrhunderts entstand auch eine Anzahl von Veröffentlichungen in bretonischer Sprache (so von Gwernig und Paol Keineg, * 1944), die sich teilweise kritisch gegen die französische kulturelle Dominanz wenden.

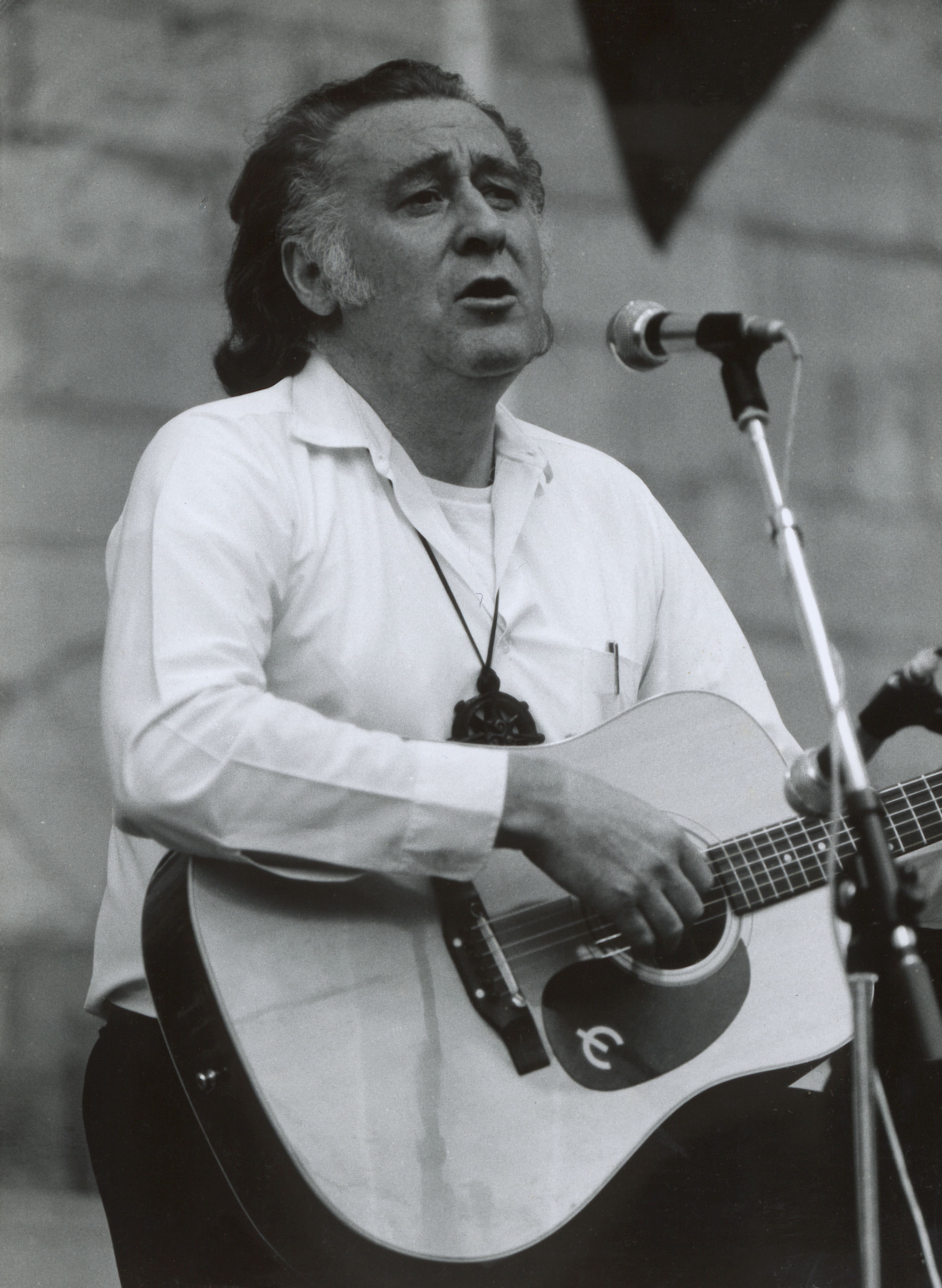
Der Sänger und Lyriker Youenn Gwernig

Der oft fehlende soziale Austausch zwischen Neobretonisch- und den Dialektsprechern führte dazu, dass manche Dialektsprecher dem Neobretonischen ablehnend gegenüberstehen (« N’eo ket ar memes brezhoneg! » – „Das ist nicht dasselbe Bretonisch!“). Eine ähnlich kritische Haltung der Dialektsprecher gegenüber der (neuen) Standardsprache, die nun oft auch in Schulbüchern und den Medien verwendet wird, ist auch bei der Standardisierung anderer Regionalsprachen zu beobachten. Dabei spielt häufig die soziale Kluft zwischen den Milieus eine Rolle; die Dialektsprecher gehören überwiegend bäuerlichen oder kleinbürgerlichen Schichten an, während die Betreiber der Renaissance des Bretonischen aus bildungsbürgerlichen und Künstlerkreisen stammen. Die Muttersprache der Letzteren ist oft Französisch, nicht Bretonisch.

## Sprachpolitik und heutige Situation des Bretonischen

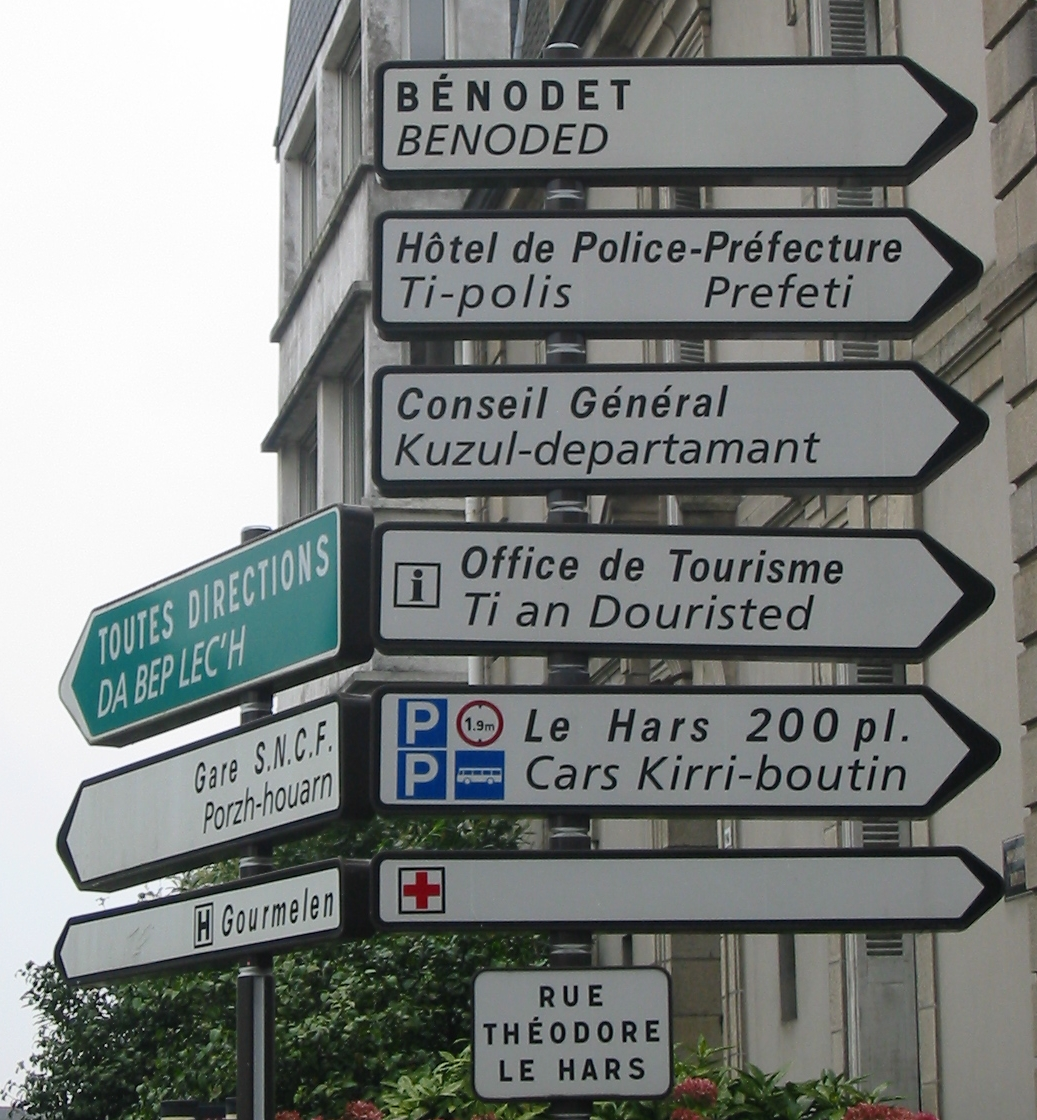
Zweisprachige Straßenschilder in Quimper

Die Zahl der Sprecher des Bretonischen hat sich seit den 1950er-Jahren drastisch verringert. Da die Französische Republik keine Sprecherzahlen der auf ihrem Territorium gesprochenen Sprachen erhebt, beruhen alle Angaben auf Schätzungen. Allgemein wird davon ausgegangen, dass 1950 etwa 1.200.000 Menschen des Bretonischen mächtig waren, wovon einige zehntausend sich gar nicht oder nicht fließend auf Französisch verständigen konnten. Mit dem Aussterben der einsprachigen Bevölkerungsgruppe setzte ein schneller Übergang zum Französischen ein, da die meisten bretonischsprachigen Familien nun begannen, ihre Kinder einsprachig auf Französisch aufzuziehen, um ihnen Diskriminierung in Schule und Berufsleben zu ersparen.
Nach einer Studie von Fañch Broudig (Qui parle breton aujourd’hui?, 1999) gab es um die Jahrtausendwende noch 240.000 Bretonischsprachige, von denen jedoch ein großer Teil Bretonisch im täglichen Leben nicht mehr verwendete. Demnach sollen etwa zwei Drittel der Sprecher bereits älter als 60 Jahre sein und nur maximal halb so viele Menschen die Sprache tatsächlich im Alltag noch verwenden. Vom Verband der Diwan-Schulen wird die Zahl derer, die Bretonisch verstehen, auf bis zu 400.000 Personen geschätzt.
Das Bretonische genoss lange Zeit keine oder nur partiell die offizielle Anerkennung des französischen Staates und wurde im 19. und 20. Jahrhundert systematisch unterdrückt (Diskriminierung in der Schule, Negierung im behördlichen Schriftverkehr). Verwaltungs- und Schulsprache der Französischen Republik ist das Französische, und dieses Prinzip wurde durchgesetzt, um die Nationalsprache im ganzen Land zu verbreiten. Die Phase der aktiven Unterdrückung seitens öffentlicher Stellen dauerte bis in die 1960er-Jahre. Doch auch wenn seit einigen Jahren auf Initiative zahlreicher Gemeinden zweisprachige Ortsschilder aufgestellt wurden (insbesondere in der Gegend westlich von Guingamp), sind die Ortsnamen weiterhin nur in französischer Schreibung offiziell anerkannt. So kann es beispielsweise noch heute vorkommen, dass Briefe, die mit bretonischen Ortsnamen adressiert sind, nicht versendet werden können.
Die bretonische Sprache wird von einer starken bretonischen Regionalbewegung, die sich aus zahlreichen lokalen und regional organisierten Initiativen und Vereinen zusammensetzt, gefördert, sodass es Stand 2020 zum Beispiel 55 bretonischsprachige Diwan-Schulen gab. Auch im Bereich der katholischen Privatschulen (Verein Dihun) und an einigen staatlichen Schulen (Verein Div Yezh) wurden Klassen mit teilweise bretonischer Unterrichtssprache eingerichtet. Nach Statistiken von 2005 standen jedoch 2896 Schülern von Diwan, 3659 Schülern katholischer Privatschulen mit Bretonischklassen und 3851 Schülern der zweisprachigen Klassen öffentlicher Schulen 360.000 Schüler in rein französischsprachigen Klassen gegenüber.
Seit 1999 gibt es das Ofis publik ar Brezhoneg, das sich für den Erhalt der bretonischen Sprache und Kultur einsetzt.
Im Dezember 2004 verkündete die bretonische Regionalregierung, den Fortbestand des Bretonischen fördern zu wollen, was im nachrevolutionären Frankreich eine Sensation darstellte. Vor allem sollte die Zahl der Plätze in bretonischen Immersionsklassen (nach dem Vorbild von Diwan) auf 20.000 angehoben werden.
Nur in wenigen Familien wachsen derzeit Kinder mit bretonischer Muttersprache auf. Zwar gibt es mehrere zehntausend Sprecher, die zum Erhalt des Bretonischen diese Sprache erlernt haben, doch verfügt kaum einer von ihnen über Kenntnisse, die denen eines Muttersprachlers gleichkommen. Die bretonischen Medien (Fernsehsendungen auf FR3 Ouest und TV Breizh, Radiosendungen, Zeitschriften) werden zum größten Teil von Nichtmuttersprachlern mit recht unterschiedlicher Sprachkompetenz geführt und moderiert.
Die UNESCO klassifiziert das Bretonische als „ernsthaft gefährdete Sprache“.

Prozentualer Anteil von Sprechern des Bretonischen im Jahr 2018 in der Bretagne (Ergebnis einer Telefonumfrage mit 8162 Teilnehmern)

Das Problem der Umfragen mit Fragen wie „Sprechen Sie Bretonisch?“ besteht darin, dass nicht immer die tatsächliche Sprachkompetenz des Befragten berücksichtigt wird. So antworten Sprachenthusiasten, die Bretonisch nicht oder kaum beherrschen, es aber aus Überzeugung unterstützen wollen, mit „ja“, nicht zuletzt um die Prozentzahl der Bretonischsprecher zu erhöhen. Dagegen schämen sich viele der älteren Muttersprachler des Bretonischen aufgrund des geringen Prestiges der Sprache in ihrer Jugendzeit, sodass auch von dieser Bevölkerungsgruppe nicht immer ehrliche Antworten erwartet werden können und sie ihre Bretonischkenntnisse oft ganz verneint.

## Dialekte
Die bretonische Sprache unterteilt sich in vier Dialekte: Leoneg, Tregerieg, Gwenedeg und Kerneveg.
- Gwenedeg (französisch vannetais) wird rund um die Stadt Vannes (bretonisch Gwened) gesprochen und ist der am wenigsten verbreitete bretonische Dialekt, der nur von 16 % aller Bretonen gesprochen wird.
- Kerneveg (französisch cornouaillais) wird rund um die Stadt Quimper (bretonisch Kemper) gesprochen und ist der größte bretonische Dialekt, mit einem Anteil von 41 % der Gesamtzahl der Sprecher. Kerneveg ist am engsten verwandt mit Kornisch, der am gegenüberliegenden Ufer des Ärmelkanals ausgestorbenen Sprache Cornwalls.
- Leoneg (französisch léonard) wird im Léon (bretonisch Bro Leon), das den nördlichen Teil des Departements Finistère (bretonisch Penn ar Bed) umfasst, gesprochen und ist mit 24,5 % der zweitstärkste bretonische Dialekt.
- Tregerieg (französisch trégor(r)ois) wird rund um die Stadt Tréguier (bretonisch Landreger) von 18 % der Bretonisch-Sprecher verwendet.

Kerneveg, Leoneg und Tregerieg (die so genannten KLT-Dialekte) stehen einander vergleichsweise nahe. Von diesen unterscheidet sich das Gwenedeg erheblich. Insbesondere dieser dialektale Unterschied hat die Entwicklung (und Akzeptanz) einer einheitlichen Schriftsprache sehr erschwert. Es bestehen mehrere Rechtschreibsysteme nebeneinander; das am weitesten verbreitete ist das Peurunvan (französisch orthographe unifiée), auch Zedacheg genannt aufgrund der typischen Verwendung des Digraphen zh (französisch zède ache), die in den KLT-Dialekten als [z], im Gwenedeg aber als [h] ausgesprochen wird. Ein weiterer bedeutender Unterschied liegt in der Wortbetonung, die in den KLT-Dialekten auf der vorletzten, im Gwenedeg aber auf der letzten Silbe liegt (z. B. brezhoneg: KLT [breˈzonek], Gwenedeg [brehoˈnek]).
Die traditionellen Dialekte verlieren durch den Rückgang ihrer Sprecherzahlen rapide an Bedeutung, während sich in Radio und Fernsehen ein neuer Standard herauskristallisiert. Da er vor allem von Nicht-Muttersprachlern verwendet wird, ist er phonologisch stark vom Französischen beeinflusst, verwendet aber weniger Vokabeln französischen Ursprungs als die Dialekte. Traditionelle Sprecher würden beispielsweise für „Flugzeug“ das (ursprünglich französische) avion verwenden – auf der vorletzten Silbe betont, wohlgemerkt –, während im Standard die Neuschöpfung nijerez (wörtl. ‚Fliegerin‘) bevorzugt wird. Da ein Großteil der Sprecher dieses erlernten, nicht muttersprachlich weitergegebenen Standards aus dem Um- und Vorfeld der Universität von Roazhon (Rennes) stammen, wird diese Variante des Bretonischen auch als Roazhoneg bezeichnet. Das ist durchaus pejorativ zu verstehen: da in Roazhon traditionell nie Bretonisch gesprochen wurde, wird so von Dialektsprechern die „Künstlichkeit“ des Standards betont. Der französische Einfluss auf die Phonologie zeigt sich am auffälligsten in der Prosodie: französische Muttersprachler ersetzen oft den bretonischen Wortakzent (auf der vorletzten Silbe jedes Wortes) durch den französischen Phrasenakzent (auf der letzten Silbe jedes Satzes).

## Phonetik
Der wichtigste und produktivste Prozess in der bretonischen Phonologie ist der Sandhi, also Assimilationsprozesse über Wortgrenzen hinweg. Die grundlegende phonologische Domäne ist im Bretonischen nicht das Wort, sondern die Phrase, deren Ende durch Auslautverhärtung gekennzeichnet ist. Innerhalb der Phrase werden Konsonanten am Wortende, denen ein vokalischer Anlaut folgt, systematisch leniert (erweicht):
Emaon e Breizh. („Ich befinde mich in der Bretagne.“) [eˈmaon e ˈbrejs], aber
E Breizh emaon. (dito) [e ˈbrejz eˈmaon]
Daneben existiert auch Sandhi durch Provektion, also Entsonorisierung bzw. Verhärtung:
Demat deocʼh! („Guten Tag, zu Ihnen!“) [deˈmateɔx]
Bennozh Doue! („Gottes Segen!“=„Danke!“) [ˌbɛnosˈtuːe]

### Konsonanten
|                        | bilabial | bilabial | labio- dental | labio- dental | dental | dental | alveolar | alveolar | post- alveolar | post- alveolar | retroflex | retroflex | palatal | palatal | velar | velar | uvular | uvular | pha- ryngal | pha- ryngal | glottal | glottal |
| ---------------------- | -------- | -------- | ------------- | ------------- | ------ | ------ | -------- | -------- | -------------- | -------------- | --------- | --------- | ------- | ------- | ----- | ----- | ------ | ------ | ----------- | ----------- | ------- | ------- |
| stl.                   | sth.     | stl.     | sth.          | stl.          | sth.   | stl.   | sth.     | stl.     | sth.           | stl.           | sth.      | stl.      | sth.    | stl.    | sth.  | stl.  | sth.   | stl.   | sth.        | stl.        | sth.    |         |
| Plosive                | p        | b        |               |               |        |        | t        | d        |                |                |           |           |         |         | k     | g     |        |        |             |             |         |         |
| Nasale                 |          | m        |               |               |        |        |          | n        |                |                |           |           |         | ɲ       |       |       |        |        |             |             |         |         |
| Vibranten              |          |          |               |               |        |        |          |          |                |                |           |           |         |         |       |       |        | ʀ      |             |             |         |         |
| Taps/Flaps             |          |          |               |               |        |        |          |          |                |                |           |           |         |         |       |       |        |        |             |             |         |         |
| Frikative              |          |          | f             | v             |        |        | s        | z        | ʃ              | ʒ              |           |           |         |         | x     |       |        |        |             |             | h       |         |
| laterale Frikative     |          |          |               |               |        |        |          |          |                |                |           |           |         |         |       |       |        |        |             |             |         |         |
| Approximanten          |          |          |               |               |        |        |          |          |                |                |           |           |         | j ɥ     |       | w     |        |        |             |             |         |         |
| laterale Approximanten |          |          |               |               |        |        |          | l        |                |                |           |           |         | ʎ       |       |       |        |        |             |             |         |         |

### Vokale
|                  | vorn | vorn | fast vorn | fast vorn | zentral | zentral | fast hinten | fast hinten | hinten | hinten |
| ung.             | ger. | ung. | ger.      | ung.      | ger.    | ung.    | ger.        | ung.        | ger.   |        |
| geschlossen      | i ĩ  | y ỹ  |           |           |         |         |             |             |        | u ũ    |
| fast geschlossen |      |      |           |           |         |         |             |             |        |        |
| halbgeschlossen  | e ẽ  | ø ø̃  |           |           |         |         |             |             |        | o õ    |
| mittel           |      |      |           |           |         |         |             |             |        |        |
| halboffen        | ɛ    | œ    |           |           |         |         |             |             |        | ɔ      |
| fast offen       |      |      |           |           |         |         |             |             |        |        |
| offen            | a    |      |           |           |         |         |             |             | ɑ ɑ̃    |        |

Vokale können kurz oder lang sein. Unbetonte Vokale sind stets kurz, ebenso Nasalvokale. Betonte Vokale vor stimmlosen Konsonanten und vor bestimmten Konsonantenfolgen sind kurz. In der Orthografie werden andere kurze Vokale durch die Verdopplung des folgenden Konsonantenbuchstaben ausgedrückt. Ansonsten sind betonte Vokale lang.
Neben den einfachen Vokalen gibt es die Diphthonge [aj], [aw], [ɛw] und [ɔw].

### Betonung
In den KLT-Dialekten wird in der Regel die vorletzte Silbe betont. Die Ausnahmen sind meist Zusammensetzungen. Im Gwenedeg wird meist die letzte Silbe eines Wortes betont.
Die Phrasenintonation ist je nach Dialekt verschieden, für das Tregerieg ist beispielsweise ein kontinuierliches Ansteigen der Tonhöhe bis zum Hauptakzent der Phrase kennzeichnend, nach dem die Tonhöhe wieder, ebenso kontinuierlich, bis zum Phrasenende abfällt. Die meisten Sprecher des Neobretonischen, bei denen es sich um französische Muttersprachler handelt, verwenden dem Französischen entlehnte Intonationsmuster – meist flache Phrasenintonation mit steigender Endsilbe.

## Grammatik
Die bretonische Grammatik weist eine Reihe von Merkmalen auf, die für die inselkeltischen Sprachen insgesamt charakteristisch sind: Anlautmutation und die Satzstellung Verb–Subjekt–Objekt.

### Anlautmutation
Ein Charakteristikum der inselkeltischen Sprachen sind die Anlautmutationen (bret. kemmadurioù). Diese sind aus historischem Sandhi entstanden.
Die folgende Tabelle soll einen Überblick über das System der Anlautmutationen im Bretonischen geben. Wo die jeweilige Mutation nicht eintritt, ist die Phrase in Klammern gesetzt.
| Grundform        | Lenition (Schwächung) | Aspiration (Behauchung) | Fortition (Verhärtung) |
| ---------------- | --------------------- | ----------------------- | ---------------------- |
| breur – „Bruder“ | da vreur              | (ma breur)              | ho preur               |
| dant – „Zahn“    | da zant               | (ma dant)               | ho tant                |
| ger – „Wort“     | da cʼher              | (ma ger)                | ho ker                 |
| gwele – „Bett“   | da wele               | (ma gwele)              | ho kwele               |
| ki – „Hund“      | da gi                 | ma cʼhi                 | (ho ki)                |
| mamm – „Mutter“  | da vamm               | (ma mamm)               | (ho mamm)              |
| penn – „Kopf“    | da benn               | ma fenn                 | (ho penn)              |
| tad – „Vater“    | da dad                | ma zad                  | (ho tad)               |

Daneben existiert noch eine so genannte „gemischte“ Mutation, die nur stimmhafte Konsonanten betrifft, nach bestimmten Verbalpartikeln:
| Grundform                         | gemischte Mutation |
| --------------------------------- | ------------------ |
| bezan – „ich bin (normalerweise)“ | e vezan            |
| dougen – „tragen“                 | o tougen           |
| goulenn – „fragen“                | o cʼhoulenn        |
| gwelout – „sehen“                 | o welout           |
| mont – „gehen“                    | o vont             |

### Syntax
Historisch gesehen handelt es sich beim Bretonischen um eine VSO-Sprache (Verb-Subjekt-Objekt). Die Entwicklung des Neubretonischen läuft aber in Richtung Verb-Zweitstellung: In fast allen Konstruktionen befindet sich nun das konjugierte Verb an der zweiten Stelle des Satzes. Eine zusätzliche Tendenz, nämlich die, das Subjekt an den Anfang zu stellen, ist auch bemerkbar und erklärt sich aus der Generalisierung alter Relativkonstruktionen, die zur Topikalisierung dienten:
Me a zebr kalz bara. („Ich esse viel Brot.“ < „ICH esse viel Brot.“ < histor. „Ich, der ich viel Brot esse.“)
Generell wird ein Topik durch Vorziehen an den Satzanfang markiert:
Kalz bara a zebran. („Ich esse VIEL BROT.“ < histor. „Viel Brot, das ich esse.“)
Was aus den beiden Beispielsätzen hervorgeht, ist die Unterscheidung der so genannten „nicht konjugierten“ Verbform (= dritte Person Singular), die nach dem Subjekt steht, von der konjugierten (hier: erste Person Singular), die in einem Satz ohne explizites Subjekt steht. Die „nicht konjugierte“ Form ist historisch aus einer Relativkonstruktion hervorgegangen. Die bretonische Verbalmorphologie ist prinzipiell einfach, wird aber durch mehrere morphosyntaktische Regeln in ihrer Verwendung stark verkompliziert.

## Rechtschreibung
Die folgenden Ausspracheregeln beziehen sich auf die verbreitetste Orthographie (Peurunvan), die in den meisten Publikationen, vom Ofis ar Brezhoneg (der halboffiziellen Normierungs- und Sprachplanungsstelle der Region), den Diwan-Schulen und der Universität Rennes (Roazhon) verwendet wird.
Die Aussprache von b, d und g entspricht eher der norddeutschen Aussprache des Deutschen.
- a [a] wie im Deutschen
- ao [ɔ, aɔ] in den meisten Dialekten monophthongiert
- aou [ɔʊ] wie ow in der deutschen Aussprache von engl. low
- b [b] wie im Deutschen
- ch [ʃ] wie dt. sch
- cʼh [x, ɣ, h] wie dt. ch in Buch; zwischen Vokalen wie h in Uhu
- d [d] wie im Deutschen
- e [e] wie dt.e in Weg, jedoch auch kurz und dann nie [ɛ] wie in fett
- ae, ê [ɛ] wie ä in Bären
- eu [œ] wie dt. ö in Mönch
- f [f] wie im Deutschen
- g [g] wie dt. g (nie wie in Regie)
- gn [ɲ] wie gn in Champagner
- h [h, Ø] wie dt. h, selten stumm wie im Französischen
- i [i] wie dt. i in lieb, jedoch auch kurz [i] (nie wie in Kinn)
- ilh [iʎ] etwa wie ij
- j [ʒ] wie stimmhaftes sch (j in Journal)
- k [k] wie im Deutschen
- l [l] wie im Deutschen
- m [m] wie m, ein vorausgehendes a oder o wird jedoch nasaliert
- n [n] wie n, ein vorausgehendes a oder o wird jedoch nasaliert
- ñ wird selbst nicht ausgesprochen, nasaliert aber den vorausgehenden Vokal
- o [ɔ, o] wie im Deutschen
- ou [u] wie dt. u in Mut, jedoch auch kurz stets [u] und nicht [ʊ] wie in rund, bisweilen wie engl. w
- où [u, o, ow, œɥ] im Standard wie dt. u
- p [p] wie im Deutschen
- r [r, ɾ, ʁ]
- s [s, z]
- sh [s, h] selten, Variante von „zh“, in den KLT-Dialekten wie [s], im Gwenedeg [h]
- t [t] wie im Deutschen
- u [y] wie dt. ü in süß, jedoch auch kurz [y] und nicht wie in Müll
- v [v] wie dt. w, am Wortende wie dt. u
- w [w] wie engl. w
- y [j] wie dt. j
- z [z] wie stimmhaftes dt. s in reisen; zwischen Vokalen in den meisten Dialekten stumm
- zh [z, h] in den KLT-Dialekten [z], im Gwenedeg [h]

Am Wortende werden b, d, g, j, z, zh stimmlos ausgesprochen (also wie p, t, k, ch, s), es sei denn, das folgende Wort beginnt mit einem Vokal. Diese Assimilationen über Wortgrenzen hinweg (Sandhi, siehe oben) sind in allen bretonischen Dialekten wesentlich, da dadurch – ähnlich wie durch die deutsche Auslautverhärtung – Phrasengrenzen markiert werden.
Beispiel: hi zo bras [i zo braːs] („sie ist groß“, Betonung auf „sie“) versus bras eo [braːz e] („er/sie ist groß“, Betonung auf „groß“)
Hier wird dasselbe Wort, nämlich „bras“, einmal mit stimmhaftem, einmal mit stimmlosem Auslaut gesprochen.